# Apolo de Belvedere
Apolo Belvedere, Apolo de Belvedere o Apolo pitio es una famosa estatua de mármol que representa al dios griego Apolo. Forma parte del Museo Pío-Clementino, en el Vaticano, una de las unidades de los Museos Vaticanos. Su datación y autoría son disputadas y su procedencia es desconocida, pero generalmente se la considera una copia romana de un original griego que se perdió. Redescubierta en el Renacimiento, fue expuesta desde 1511 en el Cortile del Belvedere del Vaticano, de donde recibió su nombre. Se hizo célebre entre los admiradores del arte grecolatino, y durante mucho tiempo fue considerada la representación ideal de la perfección física masculina y una de las más importantes reliquias de la Antigüedad clásica. Fue copiada varias veces, reproducida en grabados de larga circulación y asumió el papel de uno de los principales símbolos de la civilización occidental. A partir de mediados del siglo XIX su prestigio comenzó a declinar, y en la primera mitad del siglo XX llegó a su nivel más bajo, vista como una creación sin expresión. Actualmente ha recuperado parte de su antigua fama, y aunque varios estudiosos todavía sean críticos con respecto a su mérito artístico, se ha consagrado como la más conocida de las representaciones del dios, y como un icono muy popular.

## El dios

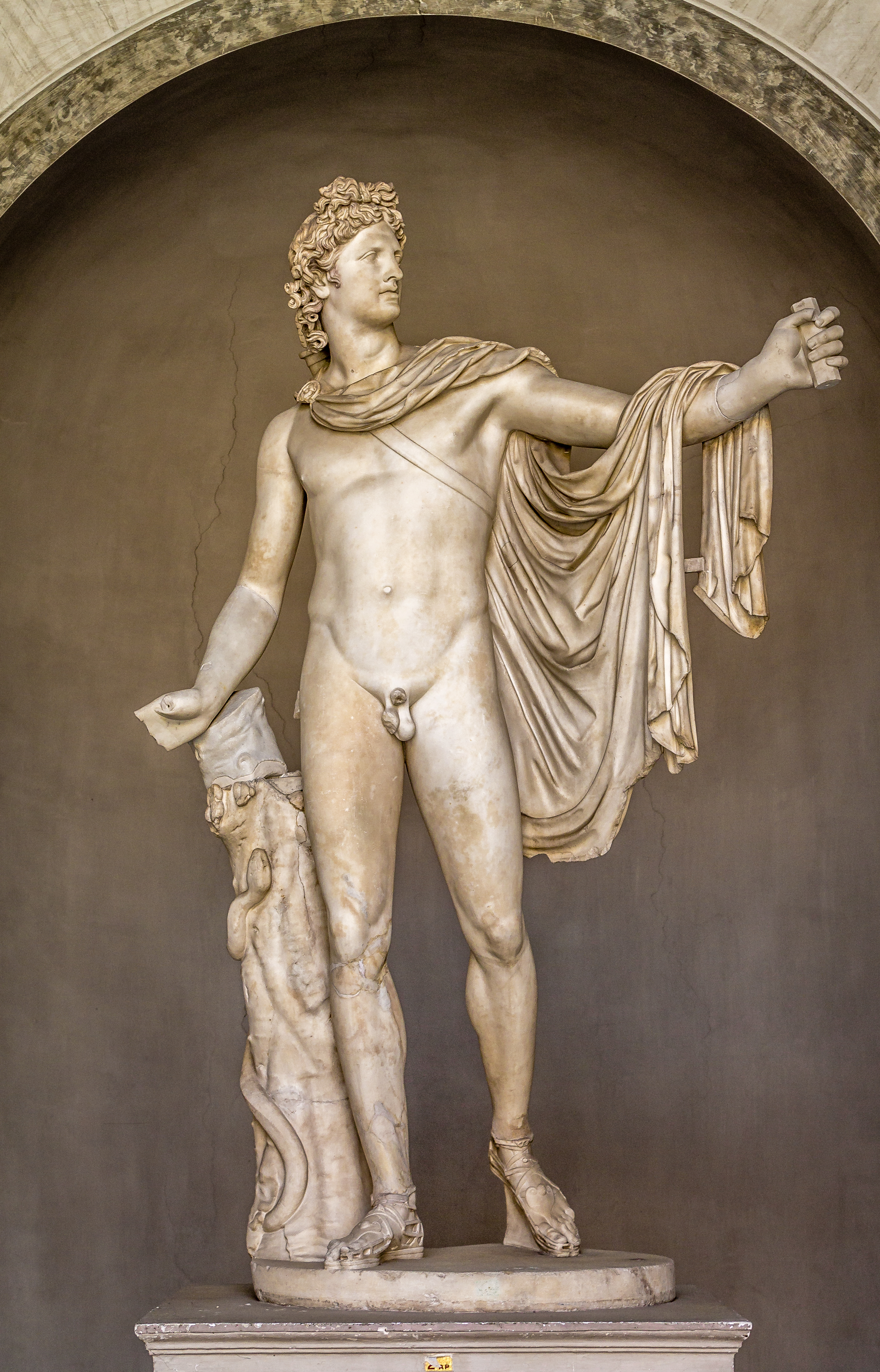
Apolo de Belvedere

Apolo fue uno de los dioses más importantes y populares de la mitología griega. Uno de los doce olímpicos, era hijo de Zeus y Leto, y hermano mellizo de Artemisa. Sus atributos y funciones eran innumerables, lo que lo tornó uno de los dioses más venerados de la Antigua Grecia, preservando su prestigio también en la era romana. Su mito tiene orígenes remotos, y en el tiempo de Homero tuvo gran prominencia en el panteón griego. Era identificado con el sol y con la luz de la verdad, de la razón y de la conciencia. Dios de la profecía y de la inspiración artística, era patrono del más famoso oráculo de la Antigüedad, el Oráculo de Delfos, y líder de las Musas. Era también un dios civilizador y pacificador, presidiendo sobre las leyes de la religión y sobre las constituciones de las ciudades. Iniciador, pedagogo y el perfecto erastés, era símbolo de la juventud eterna y el protector de los jóvenes que ingresaban en la vida adulta. Era el dios de la muerte súbita, de las plagas y enfermedades, pero también el dios de la curación y de la protección contra las fuerzas malignas. Además de eso era el dios de la belleza, de la perfección, de la armonía y del equilibrio, estaba unido a la naturaleza, a las hierbas y a los rebaños, y era protector de los pastores, marineros y arquitectos. Tuvo innumerables amores y gran descendencia, y fue asociado sincréticamente a numerosos dioses de otras tradiciones. Su simbolismo e iconografía atravesaron los siglos y permanecen hasta hoy influyentes en la cultura occidental.

## Descripción y origen

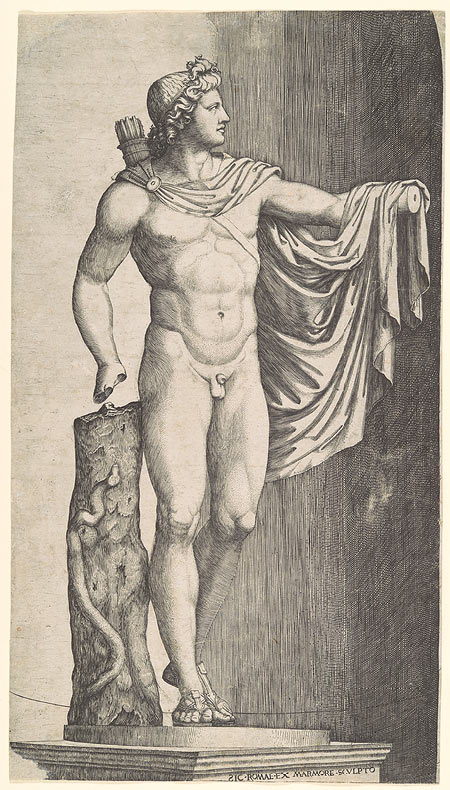
Grabado de Marcantonio Raimondi mostrando la estatua en 1530

De dimensiones por encima de lo natural (2,24 m), el Apolo de Belvedere está en actitud dinámica, como si caminara. Se apoya en la pierna derecha, que viene hacia adelante y se apoya sobre el tronco de un árbol en el cual trepa una serpiente, mientras que la izquierda, ligeramente flexionada, está atrás. Calza sandalias y tiene un cuerpo atlético, pero de moldeado suave, está desnudo; es todavía joven, pero ya es un hombre adulto, como muestra su semblante impasible; sin embargo, permanece impúber como una imagen de belleza y juventud eternas, sus atributos; un manto se envuelve en torno del cuello, cae por la espalda y sus pliegues continúan envolviendo el brazo izquierdo, extendido horizontalmente. El brazo derecho está bajado, apoyado en la parte superior del tronco, y la cabeza se vuelve a su izquierda, adornada por un complejo peinado de cabellos largos y rizados. Del hombro derecho desciende al pecho un cinturón que sostiene al torso y prende, por la espalda, un carcaj de flechas.
A pesar de su estado de conservación bastante bueno cuando fue redescubierta, le faltaban las manos, elementos esenciales para identificar los atributos que llevaban y las acciones que se realizan. En general se cree que estaría en el acto de disparar una flecha, cuyo arco estaría en su mano izquierda. Otros imaginaban que esta mano sostendría la égida de Zeus, o una rama de laurel, o una flecha. Existen algunos vestigios en el tronco del árbol que fueron interpretados como fragmentos de un ramo de laurel adornado con fajas.
Nada se sabe acerca de su procedencia, su autoría es incierta y el análisis estilístico no es concluyente. En general, se cree que es una copia de la época Antonina de un original griego en bronce, perdido, de autoría atribuida ahora al ateniense Leocares, activo en la fase final del período clásico, a veces a un escultor desconocido del período helenístico, pero puede ser también una creación romana original, en una relectura ecléctica del canon clásico griego. El Apolo Belvedere fue identificado históricamente con una estatua de Apolo atribuida a Leocares citada por Plinio el Viejo y Pausanias como estando instalada delante del templo de Apolo Patroos en Atenas, y esta referencia fue muchas veces repetida como una evidencia de la autoría. Si la conexión fuera correcta, eso colocaría su datación entre 350 y 325 a. C. El problema es que tanto Plinio como Pausanias citan la obra pero no la describen, volviendo la cita una evidencia débil, y no sobrevivió ninguna otra obra atribuible con seguridad a Leocares, lo que podría establecer un reconocimiento definitivo por afinidades estilísticas. Por otro lado, guarda una gran semejanza estilística con la Diana de Versalles, una escultura por tradición atribuida a Leocares, y ya fue sugerido que ambas estatuas podrían originalmente haber formado un mismo conjunto. Recientemente fueron encontrados fragmentos de lo que parecen ser moldes del Apolo en un antiguo taller de escultura en Baiae, en el sur de Italia, junto con otros moldes que fueron datados en el período clásico.
Su datación se vuelve más problemática por constatarse que varias de sus características no pertenecen al clasicismo típico, pero pueden ser variaciones introducidas por el copista. Brunhilde Ridgway señaló que el estilo de su cabello no se documentó en la época clásica, sólo aparece en el helenismo y de nuevo entre los romanos. El estilo de la sandalia también fue puesto en discusión. Al parecer se trata de un modelo que no puede ser fechado antes del siglo III (Ridgway) o siglo II a. C. (Albertson), siendo posiblemente una invención romana. Si esta sandalia no es una licencia poética del copista, ella volvería al Apolo original una creación definitivamente helenística o romana, pero eso, en la ausencia de otras copias, no puede ser probado. De la misma forma, su postura, con el brazo izquierdo elevado, el cuerpo en leve torsión y el movimiento de las piernas son trazos comunes en el helenismo.

## Redescubrimiento y restauración

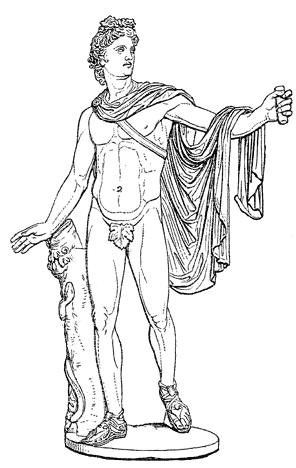
Grabado de 1888 mostrando el Apolo con las restauraciones de Montorsoli y la hoja de higuera

Las circunstancias de su redescubrimiento no están enteramente claras y hay varias hipótesis al respecto. El Apolo se volvió notorio sólo en conexión con el entonces cardenal Giuliano della Rovere (más tarde Julio II), quien lo poseía desde fines del siglo XV. Parece haber sido desenterrado en 1489 en el área de la Iglesia de San Pedro Acorrentado, en Roma, en la villa de Nerón en Anzio (en ese momento territorio de Nettuno), o quizás en Grottaferrata, donde Giuliano era abad in commendam. Inmediatamente después de ser cardenal, Giuliano lo mantuvo en los jardines de la Basílica de los Santos Apóstoles en Roma, pero, cuando se convirtió en papa (como Julio II), transfirió la obra a los palacios del Vaticano en 1511, siendo instalada en el Patio del Belvedere, de donde recibió su sobrenombre. En 1532, se ordenó una restauración, en la cual Giovanni Angelo Montorsoli retiró el material que sobraba de su mano derecha, completó pérdidas en ambos brazos, alteró levemente la posición del antebrazo derecho, añadió la parte superior ausente del carcaj de flechas, aumentó la altura del tronco del árbol, retiró una unión de mármol entre el muslo derecho y el tronco y recreó las dos manos, además de reparar varios pequeños daños superficiales en toda la estatua. El pene, también ausente, no fue restaurado. La restauración de Montorsoli fue posteriormente cuestionada. La principal crítica de su obra fue la desproporción de las manos que creó, que parecían alargadas en exceso. Años más tarde, el papa Pío IV ordenó que se ocultasen los genitales de la escultura con una pétrea hoja de higuera. En restauraciones más recientes, Guido Galli (1924) retiró parte de las antiguas adiciones.

## Fama
La fama del Apolo en la Antigüedad es desconocida. Winckelmann indirectamente indicó que debía haber sido considerado importante, tomando como plausible la hipótesis de que fuera encontrado en la antigua villa de Nerón, que había gastado una fortuna para decorarla. En tiempos recientes, Albertson también sugirió que debió ser una obra célebre, pero le extrañó la ausencia de más copias, como sería lo esperado en estos casos. De cualquier modo, desde que fue nuevamente expuesto en público fue aclamado como una obra maestra, e inmediatamente revestido de significado político. En un poema, el humanista Evangelista di Capodiferro lo usó para dar una dignidad y brillo apolíneos al pontificado de Julio. El propio papa hacía frecuentes alusiones al dios sol de la mitología griega y a la estatua en particular, estableciendo una íntima asociación simbólica con ella. Recuérdese que durante este período, el Renacimiento, la tradición clásica se había fortalecido mucho, convirtiéndose en parte importante del lenguaje de la erudición y sirviendo a los poderosos como instrumento de auto-glorificación. Apolo, como dios de la luz, de la conciencia, de la civilización, de la belleza, de las artes y de la razón, pero también de la profecía, se volvió una imagen tutelar para los artistas y teóricos del arte, que estaban empeñados en desarrollar un arte figurativo basado en el racionalismo, en el estudio anatómico científico y en la geometría, junto con una concepción del arte como una inspiración divina. La casualidad del hallazgo de su estatua en esta época amplió de modo significativo la popularidad del dios, y la reliquia ganó fama continental con la gran circulación de los grabados de Raimondi. Se multiplicaron otras reproducciones, su imagen fue transportada a otros contextos, ilustró libros de anatomía e influenció a otros artistas visuales, entre ellos Durero, Miguel Ángel y Goltzius, y literarios como Giambattista Marino. En torno a 1540 ricos coleccionistas y miembros de la realeza europea ya hacían pedidos para la adquisición de copias.

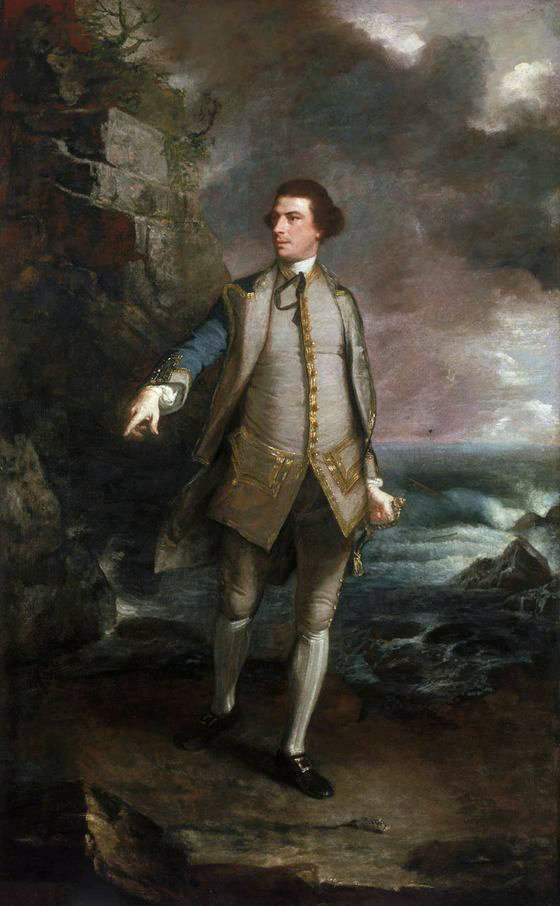
Joshua Reynolds: Retrato del Capitán el Honorable Augustus Keppel, 1752-1753, inspirado en la postura del Apolo

Su prestigio continuó creciendo durante el siglo XVII, dada la influencia que tuvo en Bernini, el escultor más célebre del barroco, y reforzado en el siglo XVIII entre los artistas neoclásicos, los anticuarios y los filósofos ilustrados. Su visita era obligatoria para los que hacían el Grand Tour europeo, siendo muchas veces presentado como la coronación de un itinerario artístico espiritual, una epifanía más allá de la cual nada más necesita ser visto. Para Winckelmann, el gran teórico del movimiento neoclásico, él encarnaba, de entre todas las obras de la Antigüedad, el más alto ideal en arte: "El artista construyó su obra enteramente sobre el ideal, y usó en su estructura solo el material estrictamente necesario para vehicular su idea y volverla visible.... En presencia de este milagro del arte olvido todo el resto, y subo a las alturas con el propósito de contemplarla de la manera digna que merece. Mi pecho parece expandirse y sudar en reverencia, como los pechos de aquellos infundidos con el espíritu de la profecía".
Otras luminarias del neoclasicismo se hicieron eco de los elogios de Winckelmann. Goethe, en su viaje a Roma, dijo que le tenía, "con aquel su aire sublime de libertad y vigor juveniles", junto con unas pocas otras obras excepcionales, conquistado su corazón "a tal punto que todo el resto quedaba oscurecido",
y Schiller lo vio como la corporificación ideal de la humanidad completa, uniendo gracia y dignidad en una única persona. Houdon se inspiró en él para su propio Apolo en bronce Hogarth dice que le parecía sobrehumano, y pintores como Allan Ramsay y Joshua Reynolds usaron su postura y movimiento como modelo para dignificar retratos de miembros de la élite. Copias suyas fueron hechas para las principales colecciones y museos de arte y grandes colegios de Europa y se volvió conocido por los artistas americanos a través de grabados, copias y de la divulgación transatlántica de los escritos de Winckelmann y otros teóricos.

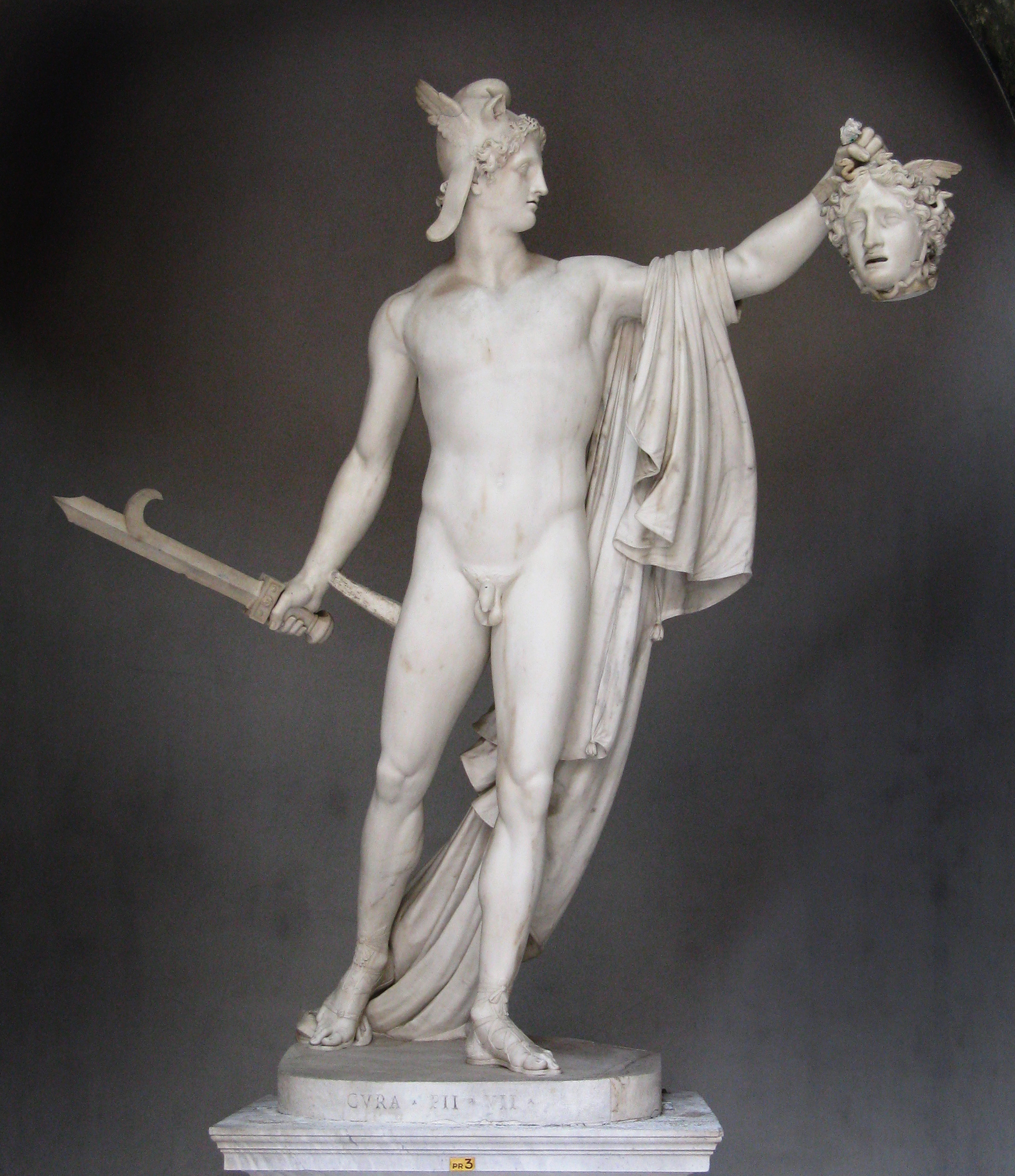
Antonio Canova: Perseo con la cabeza de la Medusa, inspirado en el Apolo Belvedere y una de las más notables creaciones escultóricas del Neoclasicismo.

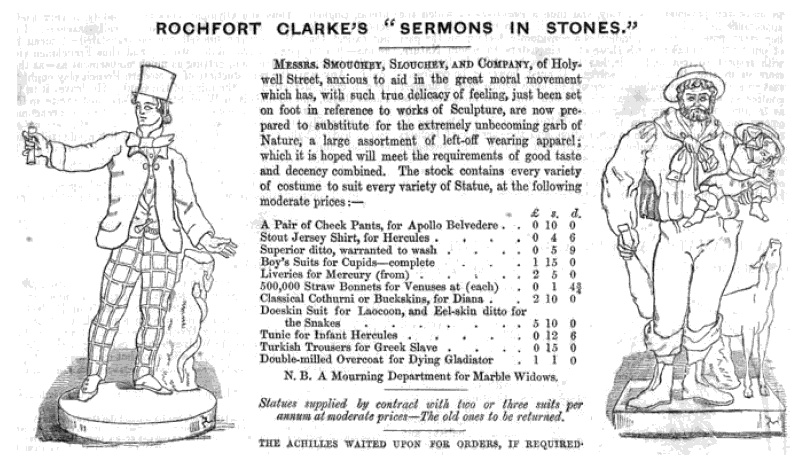
"Sermones en Piedra", caricatura mostrando el Apolo, junto con el Hércules y Télefo, vestidos con trajes de 1851

La obra maestra despertó también la codicia de Napoleón Bonaparte, que la confiscó del Vaticano en 1797, llevándola a Francia. Fue recibida en París al año siguiente con una parada triunfal y mucha propaganda del gobierno, siendo instalada en el Museo Central de Artes (el futuro Museo del Louvre) en 1800 como el mayor trofeo del conquistador. En este ínterin, Antonio Canova, el gran exponente de la escultura neoclásica, había creado con la inspiración de la obra antigua su Perseo con la cabeza de la Medusa, adquirido por el Papa Pío VII en sustitución de la reliquia robada y sobrenombrada como "El consolador", ya que la pérdida había sido muy lamentada por los italianos. En 1815 la obra fue devuelta al Vaticano por el mismo Canova, que negoció con los franceses en nombre del papa la repatriación de varios tesoros. El Jasón con el Vellocino de Oro, escultura que estableció la reputación internacional del mayor rival de Canova, Bertel Thorvaldsen, fue una respuesta tanto al Apolo Belvedere como al Perseo canoviano.
Sin embargo, su fama, con la visión de los románticos, comenzó a oscilar. Mientras que Lord Byron todavía lo cantaba maravillosamente en Childe Harold, Melville le consideraba "la gloria del Vaticano", y Beethoven mantenía una copia en forma de busto en su estudio, mientras que Emil Braun lo describía en una guía turística de 1855, escribiendo "para viajantes, artistas y amantes de la antigüedad", como "sublime" y capaz de llevar a las personas "a las regiones más altas de la poesía por la contemplación de tanta belleza", Hazlitt lo desestimó como "positivamente malo", Ruskin se decepcionó con lo que consideró una apariencia excesivamente mortal para un dios y Dostoievsky lo llamó un "ídolo inútil".
Walter Pater fue el primero en identificar parte del entusiasmo desencadenado por la estatua con sentimientos homoeróticos, una asociación que se hizo remontar al propio Winckelmann, sino que también fue relacionado con el mito original del dios, entre cuyos atributos estaba el del ser el erastés perfecto. De hecho, durante la época victoriana se interpretó su desnudez en un doble discurso: por un lado, se consideró un tema delicado e incluso antieducativo, si no escandaloso, una preocupación que se extendía sobre toda la estatuaria clásica; hasta surgieron caricaturas impresas mostrándolo vestido con trajes modernos. Por otro lado, para la élite menos moralista, la desnudez del Apolo y de otras obras antiguas era una forma aceptable y elegante, referenciada y sublimada por su aura clásica, de presentarle la desnudez masculina públicamente a una sociedad sofisticada y bien educada de hombres y mujeres que podían lidiar confortablemente con los sentimientos eróticos formulados por la imagen, integrándose a una importante corriente de pensamiento que intentaba articular el concepto del amor griego en sus diversas manifestaciones con el arte, la cultura académica y con la sociedad y sexualidad de la Europa moderna, una discusión que tiene repercusiones hasta el día de hoy. De cualquier forma, para fines de educación académica en anatomía y proporciones, la estatua continuó siendo considerada un buen modelo para los estudiantes de arte a lo largo del siglo XIX, aunque su fama en este tema en particular había sido suplantada por la de los Mármoles de Elgin. Entre los practicantes de lucha y del naciente fisiculturismo, era también considerada como modelo, junto con otras obras maestras de la Antigüedad como el Apoxiomeno y el Hércules Farnesio.
A pesar de las fluctuaciones en su apreciación estética, es difícil subestimar su influencia sobre la cultura occidental a lo largo de los siglos. Durante el auge del colonialismo europeo el Apolo Belvedere llegó a encarnar la propia identidad de Europa. Las teorías hegemónicas, racistas y xenófobas que en ese entonces influenciaban el discurso científico euroamericano, y que no eran nuevas, naturalmente lo invocaron como la "prueba concreta" de la alegada belleza "superior" del hombre blanco y de la supremacía de la civilización occidental sobre otros pueblos y geografías. Esta línea de interpretación se volvió particularmente útil para el nazismo alemán y otros advocantes de la eugenesia activos en América, que se apropiaron de la iconografía y simbología clásica para justificar sus objetivos totalitarios. Como contrapunto irónico a esta lectura del Apolo como el hombre blanco paradigmático, en la misma época surgieron teorías, basadas en algunas evidencias anatómicas y fuentes literarias antiguas, de que la estatua, así como todo el canon griego de proporciones, habían sido derivados del canon egipcio, que supuestamente utilizaba el cuerpo negroide como modelo. Recientemente esta hipótesis fue recuperada, pero está envuelta en polémica dado que los análisis genéticos de momias antiguas verificaron que los antiguos egipcios eran un pueblo caucasoide mediterráneo similar a los de Oriente Próximo.

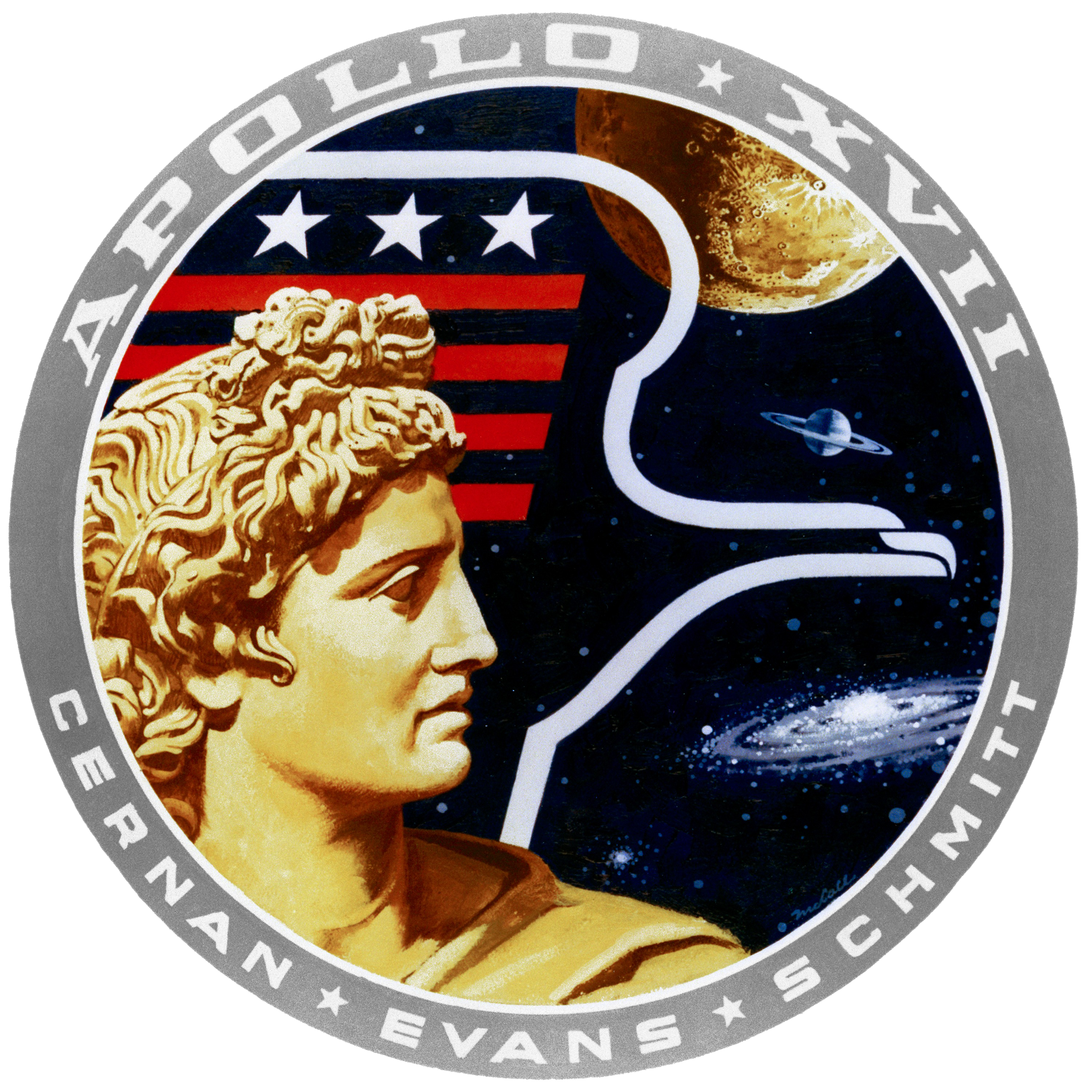
Emblema de la misión Apolo 17

Además de las repercusiones negativas de los abordajes políticos, esta escultura, tal como los clásicos en general, tuvo que enfrentar en el terreno estético el ataque adicional de los modernistas, interesados en derrumbar la tradición académica donde él se encontraba en el centro de atención. El desprestigio del legado clásico en esta época fue atestiguado por Kenneth Clark en un comentario de 1969: "A lo largo de los cuatrocientos años después que fue descubierto el Apolo fue la más admirada pieza de escultura en todo el mundo. Fue la gran presa de Napoleón.... Hoy está completamente olvidado salvo por los guías turísticos, que se volvieron los únicos transmisores de la cultura tradicional".
Últimamente el Apolo Belvedere logró recuperar un poco de brillo a su imagen, aunque muchos críticos todavía lo vean como una creación fría y convencional. Difícilmente deja de ser mencionado en los libros recientes sobre historia del arte, su efigie fue incluida en el emblema de la misión Apolo 17 como un símbolo de la exploración continuada del espacio, y de un modo más informal, se volvió un icono popular. Actualmente, se encuentra por millones en Roma, por Italia y otros países, en estatuillas, medallas, cartas postales y estampillas reproducidas en masa, en términos iconográficos se volvió la más conocida entre todas las representaciones del dios Apolo, y después de que su postura parece haber servido como modelo para muchos retratos de personalidades eminentes en el siglo XVII, su figura resucitó en la "cultura del cuerpo" contemporánea de nuevo como un patrón de belleza masculina.